# Walter Troll
Walter von Troll, též Walter von Troll-Obergfell (4. června 1856 zámek Urstein – 3. září 1937 Vídeň), byl rakouský statkář a politik německé národnosti z Dolních Rakous, na konci 19. století poslanec Říšské rady.

## Biografie
Profesí byl statkářem. Vystudoval gymnázium v Kalksburgu a studoval práva. Po jistou dobu pracoval u finanční prokuratury, pak byl statkářem v Krumbachu. Byl též kurátorem zemské hypoteční banky.
Zasedal jako poslanec Dolnorakouského zemského sněmu. Zvolen sem byl v roce 1890 za kurii venkovských obcí, obvod Neunkirchen, Aspang, Gloggnitz, Kirchschlag. Mandát zde obhájil i ve volbách roku 1896, 1902 a 1909. Poslancem byl až do roku 1915. Od listopadu 1918 do května 1919 se ještě krátce vrátil jako poslanec provizorního zemského sněmu. Do roku 1896 na sněmu zastupoval katolické konzervativce, pak byl trvale zástupcem Křesťansko-sociální strany.
Byl i poslancem Říšské rady (celostátního parlamentu Předlitavska), kam usedl ve volbách roku 1891 za kurii venkovských obcí v Dolních Rakousích, obvod Neustadt, Baden atd. Mandát obhájil ve volbách roku 1897. Ve volebním období 1891–1897 se uvádí jako rytíř Walter von Troll, statkář, bytem Krumbach.
V roce 1891 se na Říšské radě uvádí jako člen konzervativního Hohenwartova klubu. Po volbách roku 1897 patřil ke Křesťansko-sociální straně.
Zemřel v září 1937.